# Stefaniola angusta
Stefaniola angusta är en tvåvingeart som beskrevs av Möhn 1971. Stefaniola angusta ingår i släktet Stefaniola och familjen gallmyggor. Inga underarter finns listade i Catalogue of Life.